# NASCAR Sprint Cup 2009

NASCAR-Sprint-Cup-Logo

Der NASCAR Sprint Cup 2009 begann am 7. Februar 2009 mit dem Budweiser Shootout auf dem Daytona International Speedway gefolgt vom 51. Daytona 500 am 15. Februar 2009. Der Chase for the Sprint Cup begann am 20. September 2009 mit dem Sylvania 300 auf dem New Hampshire Motor Speedway. Die Saison endete am 22. November 2009 mit dem Ford 400 im Zuge des Ford Championship Weekends. Jimmie Johnson gewann zum vierten Mal in Folge den Sprint Cup, Joey Logano den Rookie of the Year Award und Dale Earnhardt junior wurde als Most Popular Driver ausgezeichnet.

## Teilnehmer
Jedes Sprint-Cup-Rennen in der Saison 2009 wird ein maximales Starterfeld von 43 Autos haben. Die ersten 35 der Owner Points (Punktestand der jeweiligen Besitzer eines Rennwagens) des Jahres 2008 werden einen garantierten Startplatz bei den ersten fünf Rennen im Jahr 2009 haben. Wenn ein Fahrer von einem Team innerhalb der ersten 35 der Owner Points zu einem neuen Team wechselt, hat der keinen garantierten Startplatz mehr, es sei denn, es ist ebenfalls in den Top 35 der Owner Points. Wenn ein früherer Champion jedoch nicht in den Top 35 ist und es auch nicht schafft sich für das Rennen zu qualifizieren, kann er auf eine sogenannte Past Champion Provisional zurückgreifen, die ihm einen Startplatz garantiert. Jedoch sind die Past Champion Provisionals seit der Saison 2007 auf eine Anzahl von sechs Rennen pro Saison beschränkt. Außerhalb der Top 35 werden sich in diesem Jahr mit Kurt Busch, Bill Elliott und Dale Jarrett gleich drei ehemalige Champions befinden, die allesamt für sechs Rennen einen festen Startplatz haben.
Teams, die nicht in den Top 35 der Owner Points sind und auch keine Past Champion Provisional haben, müssen sich ihren Startplatz erfahren. Wenn sich zum Beispiel 47 Autos für ein Rennen qualifizieren wollten und keiner eine Past Champion Provisional benutzt, dann kämpften zwölf Autos um noch acht zu vergebene Startplätze. Von diesen zwölf qualifizieren sich dann die acht schnellsten für das Rennen. Ab dem sechsten Rennen der Saison werden nicht mehr die Owner Points des Vorjahres, sondern die des vorherigen Rennens genutzt.
| 1              | Martin Truex junior | Bass Pro Shops                              | Chevrolet | Earnhardt Ganassi Racing    |
| 2              | Kurt Busch *        | Miller Lite                                 | Dodge     | Penske Racing               |
| 5              | Mark Martin         | Kellogg's / Carquest                        | Chevrolet | Hendrick Motorsports        |
| 6              | David Ragan         | UPS                                         | Ford      | Roush Fenway Racing         |
| 7              | Robby Gordon        | Jim Beam                                    | Dodge     | Robby Gordon Motorsports    |
| 8              | Aric Almirola       | Guitar Hero World Tour                      | Chevrolet | Earnhardt Ganassi Racing    |
| 9              | Kasey Kahne         | Budweiser                                   | Dodge     | Richard Petty Motorsports   |
| 00             | David Reutimann     | Aaron’s                                     | Toyota    | Michael Waltrip Racing      |
| 07             | Casey Mears         | Jack Daniel’s                               | Chevrolet | Richard Childress Racing    |
| 11             | Denny Hamlin        | FedEx                                       | Toyota    | Joe Gibbs Racing            |
| 12             | David Stremme       | Alltel                                      | Dodge     | Penske Racing               |
| 14             | Tony Stewart *      | Office Depot / Old Spice                    | Chevrolet | Stewart Haas Racing         |
| 16             | Greg Biffle         | 3M                                          | Ford      | Roush Fenway Racing         |
| 17             | Matt Kenseth *      | DeWalt Tools                                | Ford      | Roush Fenway Racing         |
| 18             | Kyle Busch          | M&M's / Snickers                            | Toyota    | Joe Gibbs Racing            |
| 19             | Elliott Sadler      | Best Buy / Stanley Tools                    | Dodge     | Richard Petty Motorsports   |
| 20             | Joey Logano (R)     | Home Depot                                  | Toyota    | Joe Gibbs Racing            |
| 24             | Jeff Gordon *       | DuPont / Pepsi / Nicorette / National Guard | Chevrolet | Hendrick Motorsports        |
| 26             | Jamie McMurray      | Crown Royal                                 | Ford      | Roush Fenway Racing         |
| 27             | Kirk Shelmerdine    |                                             | Toyota    | Kirk Shelmerdine Racing     |
| 28             | Travis Kavpil       |                                             | Ford      | Yates Racing                |
| 29             | Kevin Harvick       | Shell / Pennzoil                            | Chevrolet | Richard Childress Racing    |
| 31             | Jeff Burton         | Caterpillar                                 | Chevrolet | Richard Childress Racing    |
| 33             | Clint Bowyer        | General Mills Cheerios / BB&T               | Chevrolet | Richard Childress Racing    |
| 34             | John Andretti       | Window World                                | Chevrolet | Front Row Motorsports       |
| 36             | Scott Riggs         |                                             | Toyota    | Tommy Baldwin Motorsports   |
| 39             | Ryan Newman         | US Army                                     | Chevrolet | Stewart Haas Racing         |
| 41             | Jeremy Mayfield     | All Sport                                   | Toyota    | Mayfield Racing Enterprises |
| 42             | Juan Pablo Montoya  | Target / Wrigley's                          | Chevrolet | Earnhardt Ganassi Racing    |
| 43             | Reed Sorenson       | United States Air Force / McDonald’s        | Dodge     | Richard Petty Motorsports   |
| 47             | Marcos Ambrose      | Little Debbie / Clorox                      | Toyota    | JTG Daugherty Racing        |
| 48             | Jimmie Johnson *    | Lowe’s / Kobalt Tools                       | Chevrolet | Hendrick Motorsports        |
| 55             | Michael Waltrip     | NAPA Auto Parts                             | Toyota    | Michael Waltrip Racing      |
| 66             | Terry Labonte       | Window World                                | Toyota    | Prism Motorsports           |
| 77             | Sam Hornish junior  | Mobil 1 / Penske Truck Rental               | Dodge     | Penske Racing               |
| 82             | Scott Speed (R)     | Red Bull                                    | Toyota    | Team Red Bull               |
| 83             | Brian Vickers       | Red Bull                                    | Toyota    | Team Red Bull               |
| 87             | Joe Nemechek        |                                             | Toyota    | NEMCO Motorsports           |
| 88             | Dale Earnhardt, Jr. | AMP Energy / National Guard                 | Chevrolet | Hendrick Motorsports        |
| 96             | Bobby Labonte *     | Ask.com                                     | Ford      | Hall of Fame Racing         |
| 98             | Paul Menard         | Menards                                     | Ford      | Yates Racing                |
| 99             | Carl Edwards        | Aflac / Subway                              | Ford      | Roush Fenway Racing         |
| Teilzeitfahrer |                     |                                             |           |                             |
| Nummer         | Fahrer              | Sponsor/en                                  | Automarke | Team                        |
| 08             | James Hylton        | Rhino’s                                     | Dodge     | E&M Motorsports             |
| 09             | Sterling Marlin     | Miccosukee Resort & Gaming                  | Chevrolet | Phoenix Racing              |
| 13             | Max Papis(R)        | Geico                                       | Toyota    | Germain Racing              |
| 21             | Bill Elliott        | Motorcraft                                  | Ford      | Wood Brothers Racing        |
| 44             | AJ Allmendinger     | Valvoline                                   | Dodge     | Richard Petty Motorsports   |
| 46             | Carl Long           | Millstar Tools / Romeo Guest Construction   | Dodge     | Carl Long Racing            |
| 50             | Stanton Barrett     | NOS Energy Drink                            | Chevrolet | SKI Motorsports             |
| 60             | Boris Said          | SoBe No Fear Energy Drink                   | Ford      | No Fear Racing              |
| 78             | Regan Smith         | Furniture Row                               | Chevrolet | Furniture Row Racing        |

* — Der Fahrer kann als ehemaliger Champion auf bis zu sechs Championship Provisionals zurückgreifen.

(R) — Rookie

## Rennen
Alle Rennen der Saison 2009 wurden in den USA ausgetragen.

### Kurzübersicht
| Datum                                       | Rennen                                     | Rennstrecke                     | Pole-Position       | Sieger          |
| ------------------------------------------- | ------------------------------------------ | ------------------------------- | ------------------- | --------------- |
| 07.02.2009                                  | Budweiser Shootout                         | Daytona International Speedway  | Paul Menard         | Kevin Harvick   |
| 15.02.2009                                  | Daytona 500                                | Daytona International Speedway  | Martin Truex junior | Matt Kenseth    |
| 22.02.2009                                  | Auto Club 500                              | Auto Club Speedway              | Brian Vickers       | Matt Kenseth    |
| 01.03.2009                                  | Shelby 427                                 | Las Vegas Motor Speedway        | Kurt Busch          | Kyle Busch      |
| 08.03.2009                                  | Atlanta 500                                | Atlanta Motor Speedway          | Mark Martin         | Kurt Busch      |
| 22.03.2009                                  | Food City 500                              | Bristol Motor Speedway          | Mark Martin         | Kyle Busch      |
| 29.03.2009                                  | Goody’s Fast Pain Relief 500               | Martinsville Speedway           | Jeff Gordon         | Jimmie Johnson  |
| 05.04.2009                                  | Samsung 500                                | Texas Motor Speedway            | David Reutimann     | Jeff Gordon     |
| 18.04.2009                                  | Subway Fresh Fit 500                       | Phoenix International Raceway   | Mark Martin         | Mark Martin     |
| 26.04.2009                                  | Aaron’s 499                                | Talladega Superspeedway         | Juan Pablo Montoya  | Brad Keselowski |
| 02.05.2009                                  | Crown Royal presents the Russ Friedman 400 | Richmond International Raceway  | Brian Vickers       | Kyle Busch      |
| 09.05.2009                                  | Southern 500                               | Darlington Raceway              | Matt Kenseth        | Mark Martin     |
| 16.05.2009                                  | Sprint All-Star Race XXV                   | Lowe’s Motor Speedway           | Jimmie Johnson      | Tony Stewart    |
| 25.05.2009                                  | Coca-Cola 600                              | Lowe’s Motor Speedway           | Ryan Newman         | David Reutimann |
| 31.05.2009                                  | Autism Speaks 400                          | Dover International Speedway    | David Reutimann     | Jimmie Johnson  |
| 07.06.2009                                  | Pocono 500                                 | Pocono Raceway                  | Tony Stewart        | Tony Stewart    |
| 14.06.2009                                  | LifeLock 400                               | Michigan International Speedway | Brian Vickers       | Mark Martin     |
| 21.06.2009                                  | Toyota/Save Mart 350                       | Infineon Raceway                | Brian Vickers       | Kasey Kahne     |
| 28.06.2009                                  | Lenox Industrial Tools 301                 | New Hampshire Motor Speedway    | Tony Stewart        | Joey Logano     |
| 04.07.2009                                  | Coke Zero 400                              | Daytona International Speedway  | Tony Stewart        | Tony Stewart    |
| 11.07.2009                                  | LifeLock.com 400                           | Chicagoland Speedway            | Brian Vickers       | Mark Martin     |
| 26.07.2009                                  | Allstate 400 at the Brickyard              | Indianapolis Motor Speedway     | Mark Martin         | Jimmie Johnson  |
| 02.08.2009                                  | Sunoco Red Cross Pennsylvania 500          | Pocono Raceway                  | Tony Stewart        | Denny Hamlin    |
| 09.08.2009                                  | Heluva Good! Sour Cream Dips at the Glen   | Watkins Glen International      | Jimmie Johnson      | Tony Stewart    |
| 16.08.2009                                  | Carfax 400                                 | Michigan International Speedway | Brian Vickers       | Brian Vickers   |
| 22.08.2009                                  | Sharpie 500                                | Bristol Motor Speedway          | Mark Martin         | Kyle Busch      |
| 06.09.2009                                  | Labor Day Classic 500                      | Atlanta Motor Speedway          | Martin Truex junior | Kasey Kahne     |
| 12.09.2009                                  | Chevy Rock & Roll 400                      | Richmond International Raceway  | Mark Martin         | Denny Hamlin    |
| Hier beginnt der „Chase for the Sprint Cup“ |                                            |                                 |                     |                 |
| 20.09.2009                                  | Sylvania 300                               | New Hampshire Motor Speedway    | Juan Pablo Montoya  | Mark Martin     |
| 27.09.2009                                  | AAA 400                                    | Dover International Speedway    | Jimmie Johnson      | Jimmie Johnson  |
| 04.10.2009                                  | Price Chopper 400                          | Kansas Speedway                 | Mark Martin         | Tony Stewart    |
| 11.10.2009                                  | Pepsi 500                                  | Auto Club Speedway              | Denny Hamlin        | Jimmie Johnson  |
| 17.10.2009                                  | NASCAR Banking 500                         | Lowe's Motor Speedway           | Jimmie Johnson      | Jimmie Johnson  |
| 25.10.2009                                  | TUMS Fast Relief 500                       | Martinsville Speedway           | Ryan Newman         | Denny Hamlin    |
| 01.11.2009                                  | Amp Energy 500                             | Talladega Superspeedway         | Jimmie Johnson      | Jamie McMurray  |
| 08.11.2009                                  | Dickies 500                                | Texas Motor Speedway            | Jeff Gordon         | Kurt Busch      |
| 15.11.2009                                  | Checker O’Reilly Auto Parts 500            | Phoenix International Raceway   | Martin Truex junior | Jimmie Johnson  |
| 22.11.2009                                  | Ford 400                                   | Homestead-Miami Speedway        | Jimmie Johnson      | Denny Hamlin    |

### Budweiser Shootout – Daytona Beach, Florida
Acht Gelbphasen in 78 Runden sorgten für eines der „wildesten Rennen jemals“ (Carl Edwards). Schon nach wenigen Runden waren vier der 28 Autos vom Rennen ausgeschieden. Zur Zehn-Minutenpause nach 25 Runden führte Vizemeister Carl Edwards im Roush-Ford das Feld an. Dale Earnhardt junior, der lange Zeit den ersten Platz beherrschte, kollidierte in der siebten Gelbphase mit Bobby Labonte. Zum Rennende beherrschten Jimmie Johnson und Jeff Gordon (Hendrick), Kyle Busch und Denny Hamlin (Gibbs) sowie Jamie McMurray (Ford) das Fahrerfeld. Eingangs der letzten Runde führte McMurray mit wenigen Wagenlängen Vorsprung. Kevin Harvick überholte ihn jedoch durch einen Bumpdraft von Denny Hamlin auf der Gegengerade. Kurz darauf lösten Denny Hamlin und Jimmie Johnson die letzte Gelbphase aus.
| Platz | Wagen-Nr. | Fahrer             | Automarke | Team                      |
| ----- | --------- | ------------------ | --------- | ------------------------- |
| 1     | 29        | Kevin Harvick      | Chevrolet | Richard Childress Racing  |
| 2     | 26        | Jamie McMurray     | Ford      | Roush Fenway Racing       |
| 3     | 14        | Tony Stewart       | Chevrolet | Stewart-Haas Racing       |
| 4     | 24        | Jeff Gordon        | Chevrolet | Hendrick Motorsports      |
| 5     | 44        | A. J. Allmendinger | Dodge     | Richard Petty Motorsports |
| 6     | 9         | Kasey Kahne        | Dodge     | Richard Petty Motorsports |
| 7     | 99        | Carl Edwards       | Ford      | Roush Fenway Racing       |
| 8     | 2         | Kurt Busch         | Dodge     | Penske Racing             |
| 9     | 17        | Matt Kenseth       | Ford      | Roush Fenway Racing       |
| 10    | 18        | Kyle Busch         | Toyota    | Joe Gibbs Racing          |

### Daytona 500 – Daytona Beach, Florida
Das erste Rennen der Saison fand am 15. Februar auf dem Daytona International Speedway statt. Über 88 der ersten 124 Runden wurde das Rennen klar von Kyle Busch dominiert. Eine Kollision zwischen Brian Vickers und Dale Earnhardt junior löste den einzigen „Big One“ des Rennens aus. Die Positionen wurden neu verteilt und nach Rennabbruch (Runde 152) wegen Regens, stand Matt Kenseth an der Spitze des Endklassements.
| Platz | Wagen-Nr. | Fahrer             | Automarke | Team                      |
| ----- | --------- | ------------------ | --------- | ------------------------- |
| 1     | 17        | Matt Kenseth       | Ford      | Roush Fenway Racing       |
| 2     | 29        | Kevin Harvick      | Chevrolet | Richard Childress Racing  |
| 3     | 44        | A. J. Allmendinger | Dodge     | Richard Petty Motorsports |
| 4     | 33        | Clint Bowyer       | Chevrolet | Richard Childress Racing  |
| 5     | 19        | Elliott Sadler     | Dodge     | Richard Petty Motorsports |
| 6     | 6         | David Ragan        | Ford      | Roush Fenway Racing       |
| 7     | 55        | Michael Waltrip    | Toyota    | Michael Waltrip Racing    |
| 8     | 14        | Tony Stewart       | Chevrolet | Stewart-Haas Racing       |
| 9     | 43        | Reed Sorenson      | Dodge     | Richard Petty Motorsports |
| 10    | 2         | Kurt Busch         | Dodge     | Penske Racing             |

### Auto Club 500 – Fontana, Kalifornien
Das zweite Rennen der Saison fand am 22. Februar auf dem Auto Club Speedway statt. Im Duell mit Jeff Gordon sicherte Matt Kenseth sich seinen zweiten Saisonsieg und ist somit der vierte Fahrer der nach dem Daytona 500 auch das Rennen am darauf folgenden Wochenende gewinnt.
| Platz | Wagen-Nr. | Fahrer         | Automarke | Team                 |
| ----- | --------- | -------------- | --------- | -------------------- |
| 1     | 17        | Matt Kenseth   | Ford      | Roush Fenway Racing  |
| 2     | 24        | Jeff Gordon    | Chevrolet | Hendrick Motorsports |
| 3     | 18        | Kyle Busch     | Toyota    | Joe Gibbs Racing     |
| 4     | 16        | Greg Biffle    | Ford      | Roush Fenway Racing  |
| 5     | 2         | Kurt Busch     | Dodge     | Penske Racing        |
| 6     | 11        | Denny Hamlin   | Toyota    | Joe Gibbs Racing     |
| 7     | 99        | Carl Edwards   | Ford      | Roush Renway Racing  |
| 8     | 14        | Tony Stewart   | Chevrolet | Stewart-Haas Racing  |
| 9     | 48        | Jimmie Johnson | Chevrolet | Hendrick Motorsports |
| 10    | 83        | Brian Vickers  | Toyota    | Red Bull Racing Team |

### Shelby 427 – Las Vegas, Nevada
| Platz | Wagen-Nr. | Fahrer              | Automarke | Team                     |
| ----- | --------- | ------------------- | --------- | ------------------------ |
| 1     | 18        | Kyle Busch          | Toyota    | Joe Gibbs Racing         |
| 2     | 33        | Clint Bowyer        | Chevrolet | Richard Childress Racing |
| 3     | 31        | Jeff Burton         | Chevrolet | Richard Childress Racing |
| 4     | 00        | David Reutimann     | Toyota    | Michael Waltrip Racing   |
| 5     | 96        | Bobby Labonte       | Ford      | Hall of Fame Racing      |
| 6     | 24        | Jeff Gordon         | Chevrolet | Hendrick Motorsports     |
| 7     | 16        | Greg Biffle         | Ford      | Roush Fenway Racing      |
| 8     | 83        | Brian Vickers       | Toyota    | Red Bull Racing Team     |
| 9     | 26        | Jamie McMurray      | Ford      | Roush Fenway Racing      |
| 10    | 88        | Dale Earnhardt, Jr. | Chevrolet | Hendrick Motorsports     |

### Kobalt Tools 500 – Atlanta, Georgia
| Platz | Wagen-Nr. | Fahrer              | Automarke | Team                      |
| ----- | --------- | ------------------- | --------- | ------------------------- |
| 1     | 2         | Kurt Busch          | Dodge     | Penske Racing             |
| 2     | 24        | Jeff Gordon         | Chevrolet | Hendrick Motorsports      |
| 3     | 99        | Carl Edwards        | Ford      | Roush Fenway Racing       |
| 4     | 29        | Kevin Harvick       | Chevrolet | Richard Childress Racing  |
| 5     | 83        | Brian Vickers       | Toyota    | Red Bull Racing Team      |
| 6     | 33        | Clint Bowyer        | Chevrolet | Richard Childress Racing  |
| 7     | 9         | Kasey Kahne         | Dodge     | Richard Petty Motorsports |
| 8     | 14        | Tony Stewart        | Chevrolet | Stewart-Haas Racing       |
| 9     | 48        | Jimmie Johnson      | Chevrolet | Hendrick Motorsports      |
| 10    | 1         | Martin Truex junior | Chevrolet | Earnhardt Ganassi Racing  |

### Food City 500 – Bristol, Tennessee
| Platz | Wagen-Nr. | Fahrer             | Automarke | Team                      |
| ----- | --------- | ------------------ | --------- | ------------------------- |
| 1     | 18        | Kyle Busch         | Toyota    | Joe Gibbs Racing          |
| 2     | 11        | Denny Hamlin       | Toyota    | Joe Gibbs Racing          |
| 3     | 48        | Jimmie Johnson     | Chevrolet | Hendrick Motorsports      |
| 4     | 24        | Jeff Gordon        | Chevrolet | Hendrick Motorsports      |
| 5     | 9         | Kasey Kahne        | Dodge     | Richard Petty Motorsports |
| 6     | 5         | Mark Martin        | Chevrolet | Hendrick Motorsports      |
| 7     | 39        | Ryan Newman        | Chevrolet | Stewart Haas Racing       |
| 8     | 31        | Jeff Burton        | Chevrolet | Richard Childress Racing  |
| 9     | 42        | Juan Pablo Montoya | Chevrolet | Earnhardt Ganassi Racing  |
| 10    | 47        | Marcos Ambrose     | Toyota    | JTG Daugherty Racing      |

### Goody's Fast Pain Relief 500 – Martinsville, Virginia
Nach widrigen Witterungsverhältnissen konnten 2009 in Martinsville keine Qualifikationsläufe durchgeführt werden, sodass der Rennstart in der Reihenfolge des Meisterschaftsstands erfolgte. Jeff Gordon startete das Rennen vom ersten Platz und führte bis zur Competition-Caution in Runde 40; wenig später eroberte er die Führung von Scott Speed zurück, der während der Gelbphase nicht an die Box kam. Nach mehreren Gelbphasen konnte Denny Hamlin kurz vor Runde 200 die Führung von Jeff Gordon übernehmen.
Im weiteren Rennverlauf mit insgesamt 12 Gelbphasen konnte sich Jimmie Johnson an die Spitze herankämpfen und die Führung während eines Boxenstopps übernehmen. Hamlin setzte sich nach einem gewagten Re-Start jedoch wieder an Position eins. 16 Runden vor Schluss versuchte Johnson einen Angriff auf die Spitze und berührte dabei das Heck von Hamlin. Beide Fahrer kamen quer durch Turn 2 und konnten sich gerade noch vor Tony Stewart auf der Strecke halten. Johnson übernahm die Führung und konnte sich weit genug absetzen, um bis zum Rennende nicht mehr attackiert zu werden. Johnson errang damit den Sieg mit einem gewagten Manöver, wobei Hamlin und Gordon die meiste Führungsarbeit leisteten.
| Platz | Wagen-Nr. | Fahrer              | Automarke | Team                      |
| ----- | --------- | ------------------- | --------- | ------------------------- |
| 1     | 48        | Jimmie Johnson      | Chevrolet | Hendrick Motorsports      |
| 2     | 11        | Denny Hamlin        | Toyota    | Joe Gibbs Racing          |
| 3     | 14        | Tony Stewart        | Chevrolet | Stewart-Haas Racing       |
| 4     | 24        | Jeff Gordon         | Chevrolet | Hendrick Motorsports      |
| 5     | 33        | Clint Bowyer        | Chevrolet | Richard Childress Racing  |
| 6     | 39        | Ryan Newman         | Chevrolet | Stewart-Haas Racing       |
| 7     | 5         | Mark Martin         | Chevrolet | Hendrick Motorsports      |
| 8     | 88        | Dale Earnhardt, Jr. | Chevrolet | Hendrick Motorsports      |
| 9     | 44        | A. J. Allmendinger  | Dodge     | Richard Petty Motorsports |
| 10    | 26        | Jamie McMurray      | Ford      | Roush Fenway Racing       |

### Samsung 500 – Fort Worth, Texas
| Platz | Wagen-Nr. | Fahrer             | Automarke | Team                     |
| ----- | --------- | ------------------ | --------- | ------------------------ |
| 1     | 24        | Jeff Gordon        | Chevrolet | Hendrick Motorsports     |
| 2     | 48        | Jimmie Johnson     | Chevrolet | Hendrick Motorsports     |
| 3     | 16        | Greg Biffle        | Ford      | Roush Fenway Racing      |
| 4     | 14        | Tony Stewart       | Chevrolet | Stewart-Haas Racing      |
| 5     | 17        | Matt Kenseth       | Ford      | Roush Fenway Racing      |
| 6     | 5         | Mark Martin        | Chevrolet | Hendrick Motorsports     |
| 7     | 42        | Juan Pablo Montoya | Chevrolet | Earnhardt Ganassi Racing |
| 8     | 2         | Kurt Busch         | Dodge     | Penske Racing            |
| 9     | 31        | Jeff Burton        | Chevrolet | Richard Childress Racing |
| 10    | 99        | Carl Edwards       | Ford      | Roush Fenway Racing      |

### Subway Fresh Fit 500 – Phoenix, Arizona
Das Rennen in Phönix wurde von Pit-Stop-Strategie und der optimalen Anpassung der Wagen an sich ändernde Streckenverhältnisse bestimmt. Mark Martin ging von der Pole ins Rennen und dominierte die erste Phase, die noch unter Sonneneinstrahlung stattfand. Bei abkühlender Fahrbahn in der Dämmerung konnte Kurt Busch die Führung viele Runden für sich behaupten. In der Schlussphase, dann unter Flutlicht, kam Dale Earnhardt Jr. durch eine andere Boxenstrategie als die führenden Fahrzeuge an die Spitze, musste sich aber Mark Martin geschlagen geben, der seinen Wagen optimal auf die kühleren Streckenverhältnisse anpassen konnte.
| Platz | Wagen-Nr. | Fahrer              | Automarke | Team                     |
| ----- | --------- | ------------------- | --------- | ------------------------ |
| 1     | 5         | Mark Martin         | Chevrolet | Hendrick Motorsports     |
| 2     | 14        | Tony Stewart        | Chevrolet | Stewart-Haas Racing      |
| 3     | 2         | Kurt Busch          | Dodge     | Penske Racing            |
| 4     | 48        | Jimmie Johnson      | Chevrolet | Hendrick Motorsports     |
| 5     | 16        | Greg Biffle         | Ford      | Roush Fenway Racing      |
| 6     | 11        | Denny Hamlin        | Toyota    | Joe Gibbs Racing         |
| 7     | 1         | Martin Truex junior | Chevrolet | Earnhardt Ganassi Racing |
| 8     | 00        | David Reutimann     | Toyota    | Michael Waltrip Racing   |
| 9     | 77        | Sam Hornish junior  | Dodge     | Penske Racing            |
| 10    | 99        | Carl Edwards        | Ford      | Roush Fenway Racing      |

### Aaron’s 499 – Talladega, Alabama
Pablo Montoya eröffnete eines der ereignisreichsten Rennen der Saison. Bereits in der 8. Runde kam es zu einer für die Superspeedways typischen Massenkarambolage (The Big One), nachdem Jeff Gordon von Matt Kenseth aus der Spur gedrängt wurde. Mehr als 15 Fahrer waren betroffen.
Im weiteren Rennverlauf konnten Michael Waltrip und Kurt Busch ihre ausbrechenden Wagen bei über 250 km/h wieder unter Kontrolle bringen, ohne die Begrenzungsmauern zu berühren. Gegen Rennende nahm die Aggressivität im Feld deutlich zu, Kyle Busch verursachte durch aggressives Blocken an der Spitze beinahe einen weiteren 'Big One'. Dieser ereignete sich aber erst neun Runden vor Schluss, als im dichten Feld Montoya seinen Wagen nach mehreren leichten Berührungen durch Gegner nicht mehr kontrollieren konnte.
Das Rennen endete mit einem Duell zwischen Brad Keselowski und Carl Edwards. Keselowski konnte Edwards durch Bumpdrafting an die Spitze pushen, beim Versuch Edwards auf der Zielgeraden der letzten Runde zu überholen wurde er jedoch geblockt. Edwards schleuderte dadurch, wurde vom nachfolgenden Ryan Newman getroffen und gegen den begrenzenden Fangzaun katapultiert; sein Wagen blieb noch vor der Ziellinie liegen. Während Keselowski gewann, legte der unverletzte Edwards die letzten Meter des Rennens zu Fuß zurück.
| Platz | Wagen-Nr. | Fahrer              | Automarke | Team                     |
| ----- | --------- | ------------------- | --------- | ------------------------ |
| 1     | 09        | Brad Keselowski     | Chevrolet | Phoenix Racing           |
| 2     | 88        | Dale Earnhardt, Jr. | Chevrolet | Hendrick Motorsports     |
| 3     | 39        | Ryan Newman         | Chevrolet | Stewart-Haas Racing      |
| 4     | 47        | Marcos Ambrose      | Toyota    | JTG Daugherty Racing     |
| 5     | 82        | Scott Speed         | Toyota    | Red Bull Racing Team     |
| 6     | 2         | Kurt Busch          | Dodge     | Penske Racing            |
| 7     | 16        | Greg Biffle         | Ford      | Roush Fenway Racing      |
| 8     | 83        | Brian Vickers       | Toyota    | Red Bull Racing Team     |
| 9     | 20        | Joey Logano         | Toyota    | Joe Gibbs Racing         |
| 10    | 31        | Jeff Burton         | Chevrolet | Richard Childress Racing |

### Crown Royal Presents The Russ Friedman 400 – Richmond, Virginia
| Platz | Wagen-Nr. | Fahrer             | Automarke | Team                     |
| ----- | --------- | ------------------ | --------- | ------------------------ |
| 1     | 18        | Kyle Busch         | Toyota    | Joe Gibbs Racing         |
| 2     | 14        | Tony Stewart       | Chevrolet | Stewart-Haas Racing      |
| 3     | 31        | Jeff Burton        | Chevrolet | Richard Childress Racing |
| 4     | 39        | Ryan Newman        | Chevrolet | Stewart-Haas Racing      |
| 5     | 5         | Mark Martin        | Chevrolet | Hendrick Motorsports     |
| 6     | 77        | Sam Hornish junior | Dodge     | Penske Racing            |
| 7     | 26        | Jamie McMurray     | Ford      | Roush Fenway Racing      |
| 8     | 24        | Jeff Gordon        | Chevrolet | Hendrick Motorsports     |
| 9     | 07        | Casey Mears        | Chevrolet | Richard Childress Racing |
| 10    | 42        | Juan Pablo Montoya | Chevrolet | Earnhardt Ganassi Racing |

### Southern 500 – Darlington, South Carolina
Mark Martin gewann das Rennen in Darlington, das durch einen neuen Rekord an Gelblichtphasen (17) für diese Rennstrecke gekennzeichnet war. Martin konnte sich die letzten 50 Runden an der Spitze festsetzen und bei zahlreichen Restarts an Position eins – insbesondere gegenüber Jimmie Johnson – behaupten.
| Platz | Wagen-Nr. | Fahrer              | Automarke | Team                     |
| ----- | --------- | ------------------- | --------- | ------------------------ |
| 1     | 5         | Mark Martin         | Chevrolet | Hendrick Motorsports     |
| 2     | 48        | Jimmie Johnson      | Chevrolet | Hendrick Motorsports     |
| 3     | 14        | Tony Stewart        | Chevrolet | Stewart-Haas Racing      |
| 4     | 39        | Ryan Newman         | Chevrolet | Stewart-Haas Racing      |
| 5     | 24        | Jeff Gordon         | Chevrolet | Hendrick Motorsports     |
| 6     | 1         | Martin Truex junior | Chevrolet | Earnhardt Ganassi Racing |
| 7     | 25        | Brad Keselowski     | Chevrolet | Hendrick Motorsports     |
| 8     | 16        | Greg Biffle         | Ford      | Roush Fenway Racing      |
| 9     | 20        | Joey Logano         | Toyota    | Joe Gibbs Racing         |
| 10    | 17        | Matt Kenseth        | Ford      | Roush Fenway Racing      |

### Sprint All-Star Race XXV – Concord, North Carolina
Im Qualifikationsrennen zum All-Star-Race, das 2009 aus 2 Rennphasen zu je 20 Runden getrennt durch eine Competition Caution bestand, konnten sich Sam Hornish und Jamie McMurray als Erster und Zweiter für den Hauptbewerb qualifizieren. Joey Logano wurde von den Fans gewählt und durfte ebenfalls im Hauptrennen starten.

Das All Star Race, das wie immer keine Punkte für die Meisterschaft liefert, aber über 1 Mio. USD an den Gewinner ausschüttet, wurde 2009 in 4 Phasen ausgetragen. Phase 1 bestand aus 50 Runden mit einem Pflichtstop zum Reifenwechsel in Runde 25, gefolgt von weiteren Rennphasen mit 20, 20 und 10 Runden. Die Einzelphasen wurden durch eine Competition Caution (mit Unterbrechungen von mehreren Minuten vor der letzten Phase) getrennt.

Jimmy Johnson führte nach dem ersten Abschnitt, Kyle Bush übernahm jedoch nach der Competition Caution die Führung und konnte diese auch bis zum Ende der Phase zwei behaupten. 8 der 21 qualifizierten Teams entscheiden sich, die Gelblichtphase nicht für einen Pit-Stop zu nutzen. Phase 3 wird von einer durch Mauerkontakt verursachten Gelbphase unterbrochen, Jeff Grodon kann im ersten Führungswechsel unter Grün die Führung übernehmen und bis zur letzten Pflichtunterbrechung behaupten.

In den letzten 10 Runden kommt es zu 3 Gelblichtphasen, Jeff Gordon und Ryan Newman können das Rennen nach Kollision nicht beenden. Tony Stewart kämpft sich an Kurt Busch und Matt Kenseth vorbei zum Sieg.
| Platz | Wagen-Nr. | Fahrer              | Automarke | Team                 |
| ----- | --------- | ------------------- | --------- | -------------------- |
| 1     | 14        | Tony Stewart        | Chevrolet | Stewart-Hass Racing  |
| 2     | 17        | Matt Kenseth        | Ford      | Roush Fenway Racing  |
| 3     | 2         | Kurt Busch          | Dodge     | Penske Racing        |
| 4     | 11        | Denny Hamlin        | Toyota    | Joe Gibbs Racing     |
| 5     | 99        | Carl Edwards        | Ford      | Roush Fenway Racing  |
| 6     | 5         | Mark Martin         | Chevrolet | Hendrick Motorsports |
| 7     | 18        | Kyle Busch          | Toyota    | Joe Gibbs Racing     |
| 8     | 20        | Joey Logano         | Toyota    | Joe Gibbs Racing     |
| 9     | 26        | Jamie McMurray      | Ford      | Roush Fenway Racing  |
| 10    | 88        | Dale Earnhardt, Jr. | Chevrolet | Hendrick Motorsports |

### Coca-Cola 600 – Concord, North Carolina
| Platz | Wagen-Nr. | Fahrer          | Automarke | Team                      |
| ----- | --------- | --------------- | --------- | ------------------------- |
| 1     | 00        | David Reutimann | Toyota    | Michael Waltrip Racing    |
| 2     | 39        | Ryan Newman     | Chevrolet | Stewart Haas Racing       |
| 3     | 7         | Robby Gordon    | Dodge     | Robby Gordon Motorsports  |
| 4     | 99        | Carl Edwards    | Ford      | Roush Fenway Racing       |
| 5     | 83        | Brian Vickers   | Toyota    | Team Red Bull             |
| 6     | 18        | Kyle Busch      | Toyota    | Joe Gibbs Racing          |
| 7     | 9         | Kasey Kahne     | Dodge     | Richard Petty Motorsports |
| 8     | 42        | Juan Montoya    | Chevrolet | Earnhardt Ganassi Racing  |
| 9     | 20        | Joey Logano     | Toyota    | Joe Gibbs Racing          |
| 10    | 17        | Matt Kenseth    | Ford      | Roush Fenway Racing       |

### Autism Speaks 400 – Dover, Delaware
| Platz | Wagen-Nr. | Fahrer                          | Automarke | Team                      |
| ----- | --------- | ------------------------------- | --------- | ------------------------- |
| 1     | 48        | Jimmie Johnson                  | Chevrolet | Hendrick Motorsports      |
| 2     | 14        | Tony Stewart                    | Chevrolet | Stewart-Haas Racing       |
| 3     | 16        | Greg Biffle                     | Ford      | Roush Fenway Racing       |
| 4     | 17        | Vereinigte Staaten Matt Kenseth | Ford      | Roush Fenway Racing       |
| 5     | 2         | Kurt Busch                      | Dodge     | Penske Racing             |
| 6     | 9         | Kasey Kahne                     | Dodge     | Richard Petty Motorsports |
| 7     | 99        | Carl Edwards                    | Ford      | Roush Fenway Racing       |
| 8     | 39        | Ryan Newman                     | Chevrolet | Stewart Haas Racing       |
| 9     | 07        | Casey Mears                     | Chevrolet | Richard Childress Racing  |
| 10    | 5         | Mark Martin                     | Chevrolet | Hendrick Motorsports      |

### Pocono 500 – Long Pond, Pennsylvania
| Platz | Wagen-Nr. | Fahrer             | Automarke | Team                     |
| ----- | --------- | ------------------ | --------- | ------------------------ |
| 1     | 14        | Tony Stewart       | Chevrolet | Stewart-Haas Racing      |
| 2     | 99        | Carl Edwards       | Ford      | Roush Fenway Racing      |
| 3     | 00        | David Reutimann    | Toyota    | Michael Waltrip Racing   |
| 4     | 24        | Jeff Gordon        | Chevrolet | Hendrick Motorsports     |
| 5     | 39        | Ryan Newman        | Chevrolet | Stewart Haas Racing      |
| 6     | 47        | } Marcos Ambrose   | Toyota    | JTG Daugherty Racing     |
| 7     | 48        | Jimmie Johnson     | Chevrolet | Hendrick Motorsports     |
| 8     | 42        | Juan Pablo Montoya | Chevrolet | Earnhardt Ganassi Racing |
| 9     | 31        | Jeff Burton        | Chevrolet | Richard Childress Racing |
| 10    | 77        | Sam Hornish junior | Dodge     | Penske Racing            |

### LifeLock 400 – Brooklyn, Michigan
| Platz | Wagen-Nr. | Fahrer             | Automarke | Team                     |
| ----- | --------- | ------------------ | --------- | ------------------------ |
| 1     | 5         | Mark Martin        | Chevrolet | Hendrick Motorsports     |
| 2     | 24        | Jeff Gordon        | Chevrolet | Hendrick Motorsports     |
| 3     | 11        | Denny Hamlin       | Toyota    | Joe Gibbs Racing         |
| 4     | 99        | Carl Edwards       | Ford      | Roush Fenway Racing      |
| 5     | 16        | Greg Biffle        | Ford      | Roush Fenway Racing      |
| 6     | 42        | Juan Pablo Montoya | Chevrolet | Earnhardt Ganassi Racing |
| 7     | 14        | Tony Stewart       | Chevrolet | Stewart-Haas Racing      |
| 8     | 2         | Kurt Busch         | Dodge     | Penske Racing            |
| 9     | 83        | Brian Vickers      | Toyota    | Red Bull Racing Team     |
| 10    | 33        | Clint Bowyer       | Chevrolet | Richard Childress Racing |

### Toyota/SaveMart 350 – Sonoma, Kalifornien
| Platz | Wagen-Nr. | Fahrer             | Automarke | Team                      |
| ----- | --------- | ------------------ | --------- | ------------------------- |
| 1     | 9         | Kasey Kahne        | Dodge     | Richard Petty Motorsports |
| 2     | 14        | Tony Stewart       | Chevrolet | Stewart-Haas Racing       |
| 3     | 47        | } Marcos Ambrose   | Toyota    | JTG Daugherty Racing      |
| 4     | 48        | Jimmie Johnson     | Chevrolet | Hendrick Motorsports      |
| 5     | 11        | Denny Hamlin       | Toyota    | Joe Gibbs Racing          |
| 6     | 42        | Juan Pablo Montoya | Chevrolet | Earnhardt Ganassi Racing  |
| 7     | 44        | A. J. Allmendinger | Dodge     | Richard Petty Motorsports |
| 8     | 33        | Clint Bowyer       | Chevrolet | Richard Childress Racing  |
| 9     | 24        | Jeff Gordon        | Chevrolet | Hendrick Motorsports      |
| 10    | 19        | Elliott Sadler     | Dodge     | Richard Petty Motorsports |

### Lenox Industrial Tools 301 – Loudon, New Hampshire
| Platz | Wagen-Nr. | Fahrer             | Automarke | Team                      |
| ----- | --------- | ------------------ | --------- | ------------------------- |
| 1     | 20        | Joey Logano (R)    | Toyota    | Joe Gibbs Racing          |
| 2     | 24        | Jeff Gordon        | Chevrolet | Hendrick Motorsports      |
| 3     | 2         | Kurt Busch         | Dodge     | Penske Racing             |
| 4     | 00        | David Reutimann    | Toyota    | Michael Waltrip Racing    |
| 5     | 14        | Tony Stewart       | Chevrolet | Stewart-Haas Racing       |
| 6     | 09        | Brad Keselowski    | Chevrolet | Phoenix Racing            |
| 7     | 18        | Kyle Busch         | Toyota    | Joe Gibbs Racing          |
| 8     | 77        | Sam Hornish junior | Dodge     | Penske Racing             |
| 9     | 48        | Jimmie Johnson     | Chevrolet | Hendrick Motorsports      |
| 10    | 9         | Kasey Kahne        | Dodge     | Richard Petty Motorsports |

### Coke Zero 400 powered by Coca-Cola – Daytona Beach, Florida
| Platz | Wagen-Nr. | Fahrer             | Automarke | Team                      |
| ----- | --------- | ------------------ | --------- | ------------------------- |
| 1     | 14        | Tony Stewart       | Chevrolet | Stewart-Haas Racing       |
| 2     | 48        | Jimmie Johnson     | Chevrolet | Hendrick Motorsports      |
| 3     | 11        | Denny Hamlin       | Toyota    | Joe Gibbs Racing          |
| 4     | 99        | Carl Edwards       | Ford      | Roush Fenway Racing       |
| 5     | 2         | Kurt Busch         | Dodge     | Penske Racing             |
| 6     | 47        | } Marcos Ambrose   | Toyota    | JTG Daugherty Racing      |
| 7     | 18        | } Brian Vickers    | Toyota    | Team Red Bull             |
| 8     | 17        | Matt Kenseth       | Ford      | Roush Fenway Racing       |
| 9     | 42        | Juan Pablo Montoya | Chevrolet | Earnhardt Ganassi Racing  |
| 10    | 19        | Elliott Sadler     | Dodge     | Richard Petty Motorsports |

### LifeLock.com 400 – Joliet, Illinois
| Platz | Wagen-Nr. | Fahrer             | Automarke | Team                      |
| ----- | --------- | ------------------ | --------- | ------------------------- |
| 1     | 5         | Mark Martin        | Chevrolet | Hendrick Motorsports      |
| 2     | 24        | Jeff Gordon        | Chevrolet | Hendrick Motorsports      |
| 3     | 9         | Kasey Kahne        | Dodge     | Richard Petty Motorsports |
| 4     | 14        | Tony Stewart       | Chevrolet | Stewart Haas Racing       |
| 5     | 11        | Denny Hamlin       | Toyota    | Joe Gibbs Racing          |
| 6     | 39        | Ryan Newman        | Chevrolet | Stewart Haas Racing       |
| 7     | 18        | } Brian Vickers    | Toyota    | Team Red Bull             |
| 8     | 48        | Jimmie Johnson     | Chevrolet | Hendrick Motorsports      |
| 9     | 33        | Clint Bowyer       | Chevrolet | Richard Childress Racing  |
| 10    | 42        | Juan Pablo Montoya | Chevrolet | Earnhardt Ganassi Racing  |

### Allstate 400 at the Brickyard – Speedway, Indiana
| Platz | Wagen-Nr. | Fahrer          | Automarke | Team                      |
| ----- | --------- | --------------- | --------- | ------------------------- |
| 1     | 48        | Jimmie Johnson  | Chevrolet | Hendrick Motorsports      |
| 2     | 5         | Mark Martin     | Chevrolet | Hendrick Motorsports      |
| 3     | 14        | Tony Stewart    | Chevrolet | Stewart Haas Racing       |
| 4     | 16        | Greg Biffle     | Ford      | Roush Fenway Racing       |
| 5     | 83        | Brian Vickers   | Toyota    | Team Red Bull             |
| 6     | 29        | Kevin Harvick   | Chevrolet | Richard Childress Racing  |
| 7     | 9         | Kasey Kahne     | Dodge     | Richard Petty Motorsports |
| 8     | 00        | David Reutimann | Toyota    | Michael Waltrip Racing    |
| 9     | 24        | Jeff Gordon     | Chevrolet | Hendrick Motorsports      |
| 10    | 17        | Matt Kenseth    | Ford      | Roush Fenway Racing       |

### Sunoco Red Cross Pennsylvania 500 – Long Pond, Pennsylvania
| Platz | Wagen-Nr. | Fahrer             | Automarke | Team                      |
| ----- | --------- | ------------------ | --------- | ------------------------- |
| 1     | 11        | Denny Hamlin       | Toyota    | Joe Gibbs Racing          |
| 2     | 42        | Juan Montoya       | Chevrolet | Earnhardt Ganassi Racing  |
| 3     | 33        | Clint Bowyer       | Chevrolet | Richard Childress Racing  |
| 4     | 77        | Sam Hornish junior | Dodge     | Penske Racing             |
| 5     | 9         | Kasey Kahne        | Dodge     | Richard Petty Motorsports |
| 6     | 83        | Brian Vickers      | Toyota    | Team Red Bull             |
| 7     | 5         | Mark Martin        | Chevrolet | Hendrick Motorsports      |
| 8     | 24        | Jeff Gordon        | Chevrolet | Hendrick Motorsports      |
| 9     | 2         | Kurt Busch         | Dodge     | Penske Racing             |
| 10    | 14        | Tony Stewart       | Chevrolet | Stewart Haas Racing       |

### Heluva Good! at The Glen – Watkins Glen, New York
| Platz | Wagen-Nr. | Fahrer             | Automarke | Team                     |
| ----- | --------- | ------------------ | --------- | ------------------------ |
| 1     | 14        | Tony Stewart       | Chevrolet | Stewart Haas Racing      |
| 2     | 47        | Marcos Ambrose     | Toyota    | JTG Daugherty Racing     |
| 3     | 99        | Carl Edwards       | Ford      | Roush Fenway Racing      |
| 4     | 18        | Kyle Busch         | Toyota    | Joe Gibbs Racing         |
| 5     | 16        | Greg Biffle        | Ford      | Roush Fenway Racing      |
| 6     | 42        | Juan Pablo Montoya | Chevrolet | Earnhardt Ganassi Racing |
| 7     | 2         | Kurt Busch         | Dodge     | Penske Racing            |
| 8     | 113       | Max Papis (R)      | Toyota    | Germain Racing           |
| 9     | 33        | Clint Bowyer       | Chevrolet | Richard Childress Racing |
| 10    | 11        | Denny Hamlin       | Toyota    | Joe Gibbs Racing         |

## Fernsehübertragung
In den USA übertrug FOX alle Rennen bis zum Juni-Rennen in Dover, die folgenden sechs Rennen, inklusive des Coke Zero 400, wurden von TNT übertragen. Ab dem Allstate 400 sendeten ESPN und ABC die Rennen des Sprint Cups.
Die Gatorade Duels und das All-Star Rennen wurden von SPEED übertragen.
Im deutschen Fernsehen war der Sprint Cup 2009 nicht zu sehen.